# Badminton
Badminton je sport koji se igra reketom, a u kojem se susreću ili dva pojedinca ili dva para. Igrači igraju na svojoj strani pravokutnog terena podijeljenog mrežom po sredini. Igrači reketom udaraju badmintonsku lopticu tako da pređe mrežu i padne u suprotnu polovicu terena, a s ciljem da je protivnik ne uspije vratiti. Loptica se smije udariti samo jednom prije nego što se uputi preko mreže. Poen počinje servisom jedne od strana, a završava kad loptica dodirne tlo.
Badminton je natjecateljski sport, ujedno i standardni olimpijski sport, koji se igra u pet kategorija: pojedinačno žene i muškarci, ženski i muški parovi, te mješoviti parovi. 
Badminton je također vrlo raširen oblik rekreacije, pogodan i za igru u prirodi, bez mreže ili pravila, zbog čega se često od neupućenih ne doživljava kao ozbiljan sport, dok je to doista tehnički zahtjevan sport koji od natjecatelja uz vještinu traži i izdržljivost, snagu i brzinu.

## Kratka povijest badmintona
Iako se vjeruje da su neke varijante ove igre stare i 2.000 godina, prva pisana pravila potječu iz 19-og stoljeća. 1877. je osnovan prvi badminton klub (Bath Badminton Club u Engleskoj), a 1893., je engleski badminton savez objavio prva prava pravila te igre, koja u osnovnim crtama dosta sliče danas važećim pravilima.
Međunarodna badmintonska federacija ili kraće BWF (od engleskog naziva  Badminton World Federation) je osnovana 1934. Ta organizacija i danas određuje pravila i organizira natjecanja.
Badminton je uveden u program Olimpijskih igara na Igrama u Barceloni 1992.

## Pravila igre

### Teren
Badminton se igra na označenom terenu na kojem se na sredini nalazi mreža. Teren je veličine 5,18x13,40 metara (za pojedinačnu igru) i 6,1x13,40 m (za parove). Mreža je visine 1,55 m na rubu igrališta, a 1,524 m u sredini.
Na svakoj polovici igrališta nalaze se po dva servisna polja. Dijagonalno postavljena polja koriste se prilikom servisa i prijema servisa. Servisno polje je u igri parova, u usporedbi sa servisnim poljem koje se koristi u pojedinačnoj igri, šire i kraće.

### Osnove
Osnovni cilj igre je jednim udarcem reketa udariti lopticu na način da pređe preko mreže i padne u polje protivnika. Protivničke strane tako naizmjence izmjenjuju udarce. Jedna strana osvaja poen ako je loptica pala u označeni dio protivnikovog terena, dotakla bilo koji dio protivnikova tijela ili opreme, ili ako protivnik uputi lopticu izvan označenog terena. 

### Servis
Odigravanje započinje servisom. Igrač servira iz svog servisnog polja gađajući pritom dijagonalno suprotno polje protivnika. Servisno polje određuje granice samo za početni udarac, a tijekom igre se koristi cijeli teren. Kod igre parova teren je nešto širi, ali je servisno polje kraće nego kod pojedinačne igre.
Kod pojedinačne igre igrač servira iz svog desnog servisnog polja ako ima paran broj poena, odnosno iz lijevog ako ima neparan broj osvojenih pojena u tom trenutku igre. Prvi servis u gemu ima igrač kojeg se odredi ždrijebom. Nakon toga uvijek servira strana koja je osvojila prethodni poen. Na početku drugog ili trećeg gema servira onaj igrač koji je osvojio prethodni gem. 
U igri parova igrači se postavljaju na terenu na način da je jedan na lijevoj, a drugi na desnoj uzdužnoj polovici njihovog polja. Nakon osvojenog poena na svoj servis igrači u paru zamjenjuju mjesta, dok par koji je izgubio poen ostaje na pozicijama na kojima jest. Nakon što par osvoji poen na servis protivnika, servira igrač koji stoji u desnom polju ako njegova strana ima paran broj poena, ili servira igrač koji stoji u lijevom polju ako njegova strana ima neparan broj poena. Ukratko, prilikom preuzimanja servisa uvijek servira onaj igrač u paru koji nije servirao zadnji put kad je njegova strana bila na servisu.
Loptica pri serviranju uvijek mora biti   iznad reketa u protivnom je poen za protivnika.

### Način bodovanja
Od srpnja 2006. godine službeno je prihvaćen način bodovanja kod kojeg se boduje svaka izmjena udaraca. Igra se na dva dobivena gema (neslužbeno se često koristi i termin set), dakle u jednom meču maksimalno tri. Gem osvaja igrač (ili par) koji prvi dođe do 21 osvojenog poena, ali s barem dva razlike. Kod eventualnog rezultata 20:20 igra se sve dok jedna strane ne osvoji dva poena više od druge (npr. 25:23) ili dok jedna strana ne dođe do 30, tako da je maksimalni rezultat u jednom gemu 30:29.
Prije se koristio tzv. stari način bodovanja, kod kojeg je strana mogla osvojiti poen samo na svoj servis. Po tim pravilima igralo se do 15 bodova u gemu, odnosno kod žena do 11 bodova. Također se igralo na dva dobivena gema, dakle maksimalno tri u meču.

## Oprema

### Reket
Badminton reketi su lagani, vrhunski reketi teže između 70 i 100 grama (bez žica). Nekad su se reketi radili od drva, pa kasnije od aluminija, ali u izradi suvremenih reketa najviše se koriste razni kompozitni materijali poput ugljičnih vlakana ili titana. Pravila badmintonske igre propisuju dopuštene varijacije u obliku i veličini reketa.

### Žice
Badminton žice su tanke, visokih performansi u rasponu od oko 0,62 do 0,73 mm debljine. Deblji nizovi su više izdržljivi, ali mnogi igrači vole osjetiti tanje žice. Napetost žice je obično u rasponu od 80 do 160 N (18 - 36 lbf). Rekreativni igrači općenito postave žicu na niže tenzije od profesionalaca, obično između 80 i 110 N (18 i 25 lbf). Profesionalci niz od oko 110 i 160 N (25 i 36 lbf). Neki proizvođači niz mjera debljine svojih žica pod napetost tako da su zapravo deblji nego onda kada je određeno zatišje. Ashaway Micropower je zapravo 0.7mm, ali Yonex BG-66 je oko 0.72mm. 
Često se tvrdi da je visok string napetosti poboljšati kontrolu, dok niska niz napetosti povećanje snage. Argumenti za ovu uglavnom oslanjaju na sirovim mehaničkim razmišljanje, kao što je tvrdeći da niže tenzije string krevet je više elastičan i stoga pruža više snage. To je zapravo pogrešan, za veći niz napetosti može uzrokovati shuttle do slide off reket i stoga čine ga teže pogoditi pucao točno. Alternativni pogled sugerira da je optimalna napetost za moć ovisi o igraču: brže i točnije igrač može ljuljačka svoj reket, veća napetost za maksimalnu snagu. Ni pogled je bio podvrgnut rigoroznom mehaničke analize, niti postoji jasan dokaz u korist jedne ili druge. Najučinkovitiji način za igrač pronaći dobar niz napetost je eksperimentirati.

### Badmintonska loptica
Badminton se igra reketom i posebnom lopticom (eng. shuttlecock). Za razliku od drugih sportova s reketom (kao što je npr. tenis ili stolni tenis) kod kojih se igra okruglom lopticom, ovdje se koristi pernata duguljasta loptica koja je napravljena od 16 guščjih pera učvršćenih u plutenu glavu. Loptica može dostići brzinu i do 300 km/h, ali samo na djelić sekunde, jer pera pružaju otpor, uzrokujući da badmintonska loptica usporava puno brže od okrugle loptice. Upravo taj karakterističan let loptice u mnogočemu defininira samu badmintonsku igru. 
S obzirom na to da na lopticu jako utječe strujanje zraka ili vjetar, natjecateljski mečevi se održavaju isključivo u zatvorenom prostoru. 
U rekreativnoj igri se danas često koristi i plastična loptica, koja oblikom oponaša pernatu.

## Izvršna tijela
Badminton World Federation (BWF) je međunarodna organizacija odgovorna za upravljanje i razvoj badmintosnkog sporta. Sjedište BWF-a nalazi se u Kuala Lumpuru, Malezija.
Pet regionalnih organizacija surađuju s BWF-om:
- Azija: Badminton Asia Confederation (BAC)
- Afrika: Badminton Confederation of Africa (BCA)
- Amerika: Badminton Pan Am (Sjeverna i Južna Amerika pripadaju istoj organizaciji; BPA)
- Europa: Badminton Europe (BE)
- Oceanija: Badminton Oceania (BO)

## Natjecanja u badmintonu
BWF organizira više razina turnira za pojedinačne igrače. Najviši nivo su turniri iz tzv. 'BWF super serije' na kojima mogu sudjelovati samo najboljih 32 igrača prema rang-ljestvici, na turnirima kojih ima 12 tijekom godine. Na reprezentativnom nivou najpoznatije natjecanje je Thomas kup za muškarce, odnosno Uber kup za žene. Svake dvije godine se održava Sudirman kup, u kojem se natječu reprezentacije koje imaju predstavnike u 5 disciplina: muški pojedinačno i u paru, žene pojedinačno i u paru te mješoviti parovi.
Badminton na Olimpijskim igrama se pojavio kao demonstracijski sport na Igrama u Münchenu 1972. godine te na Igrama u Seulu 1988. godine, a u službeni program je ušao na Igrama u Barceloni 1992. godine. Od tada je badminton stalno u službenom programu.

## Karakteristike sporta
Iako je teren naizgled malen, za natjecateljski badminton potrebno je biti tehnički ali i kondiciono vrlo spreman, jer prosječni igrač može tijekom jednog meča pretrčati i do 4 kilometara.
Tipično se ističu sljedeće karakteristike koje se očekuju od vrhunskog igrača badmintona:
- Eksplozivnost radi velikog broja učestalih skokova i promjena smjera
- Sposobnost brze reakcije
- Naglašena aerobna izdržljivost

## Vanjske poveznice
- BWF - službene stranice
- Hrvatski badmintonski savez  Arhivirana inačica izvorne stranice od 23. studenoga 2005. (Wayback Machine)